# Ruben Vargas
Rubén Estephan Vargas Martínez (Adligenswil, distrito de Lucerna, cantón de Lucerna, 5 de agosto de 1998) es un futbolista suizo que juega de centrocampista en el Sevilla F. C. de la Primera División de España.

## Trayectoria
Nació en Suiza, de padre dominicano y madre suiza.

### Luzern
Inició su trayectoria en menores en los clubes de Adligenswil, Kriens y Luzern.
En 2017 dio el salto al primer equipo del Luzern que milita en la Superliga de Suiza, firmando el 10 de mayo su primer contrato profesional hasta finales de junio de 2020. En ese entonces tenía 18 años. Siendo un miembro importante del segundo equipo que militaba en la cuarta división, Vargas hizo su debut profesional el 27 de agosto de 2017 en el empate 1-1 ante Zürich por la liga, jugando los últimos quince minutos tras ingresar en lugar de Francisco Rodríguez. En su segundo partido marcó su primer gol con el primer equipo, dándole la victoria a su equipo por 3-2 sobre Echallens, por los octavos de final de la Copa Suiza. Un mes después dio su primera asistencia y luego de empezar a adquirir cierta regularidad, el 7 de marzo de 2018, extendió su contrato hasta finales de junio de 2021.
Luego de una gran campaña de estreno en la que anotó dos goles y dio 4 asistencias en 20 encuentros de la temporada 2017/18, el 7 de enero de 2019, amplió su contrato con el Luzern prematuramente hasta finales de junio de 2022. La temporada 2018/19 significó su afianzamiento en el Luzern, logrando anotar diez goles y dar nueve asistencias en 38 encuentros.

### Augsburgo
El 18 de junio de 2019, Vargas se convirtió en nuevo jugador del Augsburgo de la 1. Bundesliga de Alemania, firmando contrato hasta el 30 de junio de 2024 convirtiéndose en uno de sus refuerzos de cara a la temporada 2019/20. Debutó el 17 de agosto en la goleada recibida ante Borussia Dortmund por 5-1 en el arranque de la liga y en la siguiente fecha anotó su primer tanto en Alemania en el empate 1-1 contra Union Berlin. Jugó con el club alemán 161 partidos en los que anotó 23 goles y dio 19 asistencias.

### Sevilla F. C.
En enero de 2025 fichó por el Sevilla F. C. hasta el final de la temporada 2028-29.

## Selección nacional
Es internacional con la selección de fútbol de Suiza en su categoría sub-21, aunque también ha alternado con la sub-20. Debutó con la absoluta el 8 de septiembre de 2019 en el partido de clasificación para la Eurocopa 2020 que Suiza ganó por 4 a 0 a Gibraltar tras sustituir a Granit Xhaka en el minuto 74. El 18 de noviembre del mismo año anotó su primer gol con la selección mayor en el triunfo como visitante por 1-6, frente a Gibraltar nuevamente.

### Participaciones en Copas del Mundo
| Mundial      | Sede  | Resultado        | Partidos | Goles |
| ------------ | ----- | ---------------- | -------- | ----- |
| Mundial 2022 | Catar | Octavos de final | 4        | 0     |

### Participaciones en Eurocopas
| Copa          | Sede     | Resultado        | Partidos | Goles |
| ------------- | -------- | ---------------- | -------- | ----- |
| Eurocopa 2020 | Europa   | Cuartos de final | 4        | 0     |
| Eurocopa 2024 | Alemania | Cuartos de final | 5        | 1     |

## Estadísticas

### Clubes
Actualizado el 6 de abril de 2025.
| F. C. Luzern II · Suiza | 2015-16       | 4.ª           | 6   | 3  | —  | — | — | — | 6   | 3  |
| F. C. Luzern II · Suiza | 2016-17       | 4.ª           | 10  | 9  | —  | — | — | — | 10  | 9  |
| F. C. Luzern II · Suiza | 2017-18       | 4.ª           | 9   | 5  | —  | — | — | — | 9   | 5  |
| F. C. Luzern II · Suiza | Total club    | Total club    | 25  | 17 | 0  | 0 | 0 | 0 | 25  | 17 |
| F. C. Luzern · Suiza | 2017-18       | 1.ª           | 19  | 1  | 1  | 1 | 0 | 0 | 20  | 2  |
| F. C. Luzern · Suiza | 2018-19       | 1.ª           | 31  | 8  | 5  | 2 | 2 | 0 | 38  | 10 |
| F. C. Luzern · Suiza | Total club    | Total club    | 50  | 9  | 6  | 3 | 2 | 0 | 58  | 12 |
| F. C. Augsburgo · Alemania | 2019-20       | 1.ª           | 33  | 6  | 0  | 0 | — | — | 33  | 6  |
| F. C. Augsburgo · Alemania | 2020-21       | 1.ª           | 30  | 6  | 2  | 1 | — | — | 32  | 7  |
| F. C. Augsburgo · Alemania | 2021-22       | 1.ª           | 29  | 1  | 1  | 1 | — | — | 30  | 2  |
| F. C. Augsburgo · Alemania | 2022-23       | 1.ª           | 23  | 3  | 1  | 0 | — | — | 24  | 3  |
| F. C. Augsburgo · Alemania | 2023-24       | 1.ª           | 31  | 4  | 1  | 0 | — | — | 32  | 4  |
| F. C. Augsburgo · Alemania | 2024-25       | 1.ª           | 8   | 0  | 2  | 1 | — | — | 10  | 1  |
| F. C. Augsburgo · Alemania | Total club    | Total club    | 154 | 20 | 7  | 3 | 0 | 0 | 161 | 23 |
| Sevilla F. C. · España | 2024-25       | 1.ª           | 11  | 2  | —  | — | — | — | 11  | 2  |
| Sevilla F. C. · España | Total club    | Total club    | 11  | 2  | 0  | 0 | 0 | 0 | 11  | 2  |
| Total carrera | Total carrera | Total carrera | 240 | 48 | 13 | 6 | 2 | 0 | 255 | 54 |
| (1)Incluye datos de la Copa Suiza (2017-18 y 2018-19) y Copa de Alemania (2020-21 a 2024-25). (2)Incluye datos de la Liga Europa de la UEFA (2018-19). |               |               |     |    |    |   |   |   |     |    |

## Palmarés

### Títulos nacionales
| Título                | Club            | País  | Año     |
| --------------------- | --------------- | ----- | ------- |
| Grupo 2 de la 1. Liga | F. C. Luzern II | Suiza | 2016-17 |